# Campionati internazionali Rugby Europe 2017-2018
I campionati internazionali Rugby Europe 2017-18 (in inglese 2017-18 Rugby Europe International Championships) furono la 2ª edizione dei Campionati internazionali Rugby Europe, la 47ª edizione del torneo internazionale organizzato da FIRA-AER/Rugby Europe e, relativamente alla sua conference maggiore, il 47º campionato europeo di rugby a 15.
Si tenne dal 10 febbraio 2018 al 18 marzo 2018 tra 6 squadre che si affrontarono con la formula del girone unico con gare di sola andata.
Il torneo, insieme a quello precedente, servì come base per la qualificazione della zona europea alla Coppa del Mondo 2019 secondo un meccanismo che prevedeva un'ammissione diretta e una squadra, attraverso vari spareggi, da qualificare ai ripescaggi intercontinentali.
Il torneo maggiore si tenne negli stessi fine settimana del Sei Nazioni 2018 e vide la vittoria della Georgia, campione europeo per l'undicesima volta.
La stessa Georgia non era coinvolta nel processo di qualificazione che, al contrario, riguardava quattro nazioni della prima divisione e una della seconda, la vincitrice del torneo 2017-18.
Il torneo ebbe una coda polemica all'ultima giornata allorquando la Spagna chiese a Rugby Europe di sostituire l'arbitro rumeno Vlad Iordăchescu per l'incontro di Bruxelles con il Belgio in quanto la Romania era una Federazione che poteva trarre vantaggio da un'eventuale sconfitta della Spagna; l'arbitro non fu cambiato, la Spagna perse 10-18 e vi furono incidenti a fine partita; una successiva indagine sostanzialmente rese ininfluente il risultato dell'incontro perché sopravvennero altre sanzioni che tolsero sia Spagna sia Romania dalla lista delle candidate alla qualificazione alla Coppa del Mondo di rugby 2019.

## Formula
Il campionato è una piramide con diversi tornei, tutti con meccanismo di promozione e retrocessione tra i vari livelli.
- Campionato europeo propriamente detto: livello più alto del torneo, con 6 squadre[3] la prima classificata delle quali fregiantesi del titolo di campione d'Europa.
- Trofeo europeo, secondo livello, anch'esso con 6 squadre, la prima delle quali destinata a giocare lo spareggio promozione contro l'ultima classificata del campionato europeo[3], mentre invece l'ultima classificata retrocessa direttamente al livello inferiore.
- Conference europea 1[3], terzo livello, ripartita su due gironi geografici, Conference 1 nord e Conference 1 sud, con una vincitrice promossa al livello superiore determinata dallo spareggio tra le prime classificate dei due gironi, e due retrocesse nella serie inferiore, le ultime classificate di ciascun girone;
- Conference europea 2[3], quarto livello, ripartita come la Conference 1 su due geografici, Conference 2 nord e Conference 2 sud, con due promosse al livello superiore, le prime di ogni girone, e una retrocessa nella serie inferiore.
- Sviluppo (Development League): destinata alle federazioni emergenti, quinto livello europeo, con una promossa al livello superiore.

Tutti i tornei si disputarono con il metodo del girone all'italiana in gara unica e il sistema di punteggio dell'Emisfero Sud con 4 punti a vittoria per partita, 2 per il pari, 0 per la sconfitta, uno per l'eventuale marcatura di 3 o più mete rispetto all'avversario in un incontro singolo e un ulteriore punto per l'eventuale sconfitta con sette o meno punti di scarto.
Al vincitore di tutte le partite del girone fu accordato un punto supplementare.

## L'incidente di Belgio ‒ Spagna e l'indagine sulle idoneità internazionali
Il 18 marzo 2018 era in programma al Petit Heysel di Bruxelles l'incontro dell'ultima giornata di torneo tra Belgio e Spagna.
La formazione iberica, che poche settimane prima aveva sconfitto a Madrid la Romania per 22-10, si presentava quindi in vantaggio sui rumeni e, nell'ultima giornata, con una vittoria, avrebbe ipotecato il secondo posto della classifica aggregata 2017-2018, il primo utile per la qualificazione diretta (essendo la Georgia, prima, già qualificata per avere raggiunto il terzo posto nel proprio girone alla Coppa del Mondo di rugby 2015 in Inghilterra).
A dirigere detto incontro era stato designato l'arbitro rumeno Vlad Iordăchescu, la cui nomina risaliva all'inizio del torneo quando la classifica non aveva ancora posto la Spagna in contesa con la Romania per la conquista dell'unico slot diretto per la Coppa del Mondo; la federazione spagnola aveva sollevato una questione di opportunità circa la presenza di un arbitro rumeno a dirigere un incontro il cui esito avrebbe potuto direttamente o indirettamente favorire la propria federazione ma Rugby Europe confermò Iordăchescu.
La partita di Bruxelles terminò 18-10 per la squadra considerata sfavorita dal pronostico, il Belgio, che mise a frutto sei calci piazzati con Hart, mentre la Spagna realizzò una meta, poi trasformata (sullo 0-15) e un calcio piazzato.
Il finale di partita vide incidenti in campo, con diversi giocatori spagnoli che insultarono il direttore di gara, a stento trattenuti dai dirigenti della propria federazione consci delle prevedibili conseguenze di tali azioni; l'arbitro dovette riguadagnare sotto scorta gli spogliatoi e cinque giocatori spagnoli furono deferiti per gli eventi post-gara mentre la F.E.R. presentò un reclamo formale sulla direzione, giudicata troppo sbilanciata a favore del Belgio.
La stessa stampa, pur considerando favorita la Spagna, indicò quali cause principali della sconfitta sia il campo pesante di Bruxelles, reso fangoso dalla pioggia belga che l'indisciplina e il nervosismo degli iberici che concessero troppe punizioni agli avversari; pur non mancando di sottolineare l'arbitraggio insufficiente, fu evidenziato come il Belgio avesse affrontato la partita in maniera migliore della Spagna, la quale era troppo preoccupata del risultato e sbagliava molti palloni semplici.
Il giorno dopo la Federazione spagnola presentò le sue scuse formali per il tentativo di aggressione all'arbitro a fine partita, e fu evidenziato anche da altri addetti ai lavori che indipendentemente dal livello di arbitraggio l'incidente di fine gara non era ammissibile su un campo da rugby.
Nonostante richieste informali di ripetizione dell'incontro, Rugby Europe sospese ogni giudizio in merito alla partita per esaminare i referti disciplinari sul comportamento dei giocatori spagnoli e perché, nel frattempo, aveva preso in esame alcuni reclami riguardanti l'idoneità internazionale di alcuni giocatori partecipanti al torneo.
Il 18 aprile successivo cinque giocatori tesserati per la Spagna, ma francesi di nazionalità, ricevettero sanzioni per quasi due anni e mezzo di squalifica complessivi: Guillame Rouet e Sébastien Rouet rispettivamente 9 e 10 mesi per aggressione verbale e fisica a Iordăchescu; Pierre Barthère, Lucas Guillaume e Mathieu Bélie tre mesi e mezzo ciascuno per ingiurie e minacce all'arbitro.
Fu reso nel frangente noto che i reclami di idoneità si riferivano a un esposto presentato dalle federazioni di Germania e Russia che avevano chiesto a World Rugby e a Rugby Europe di fare chiarezza sulle situazioni di alcuni giocatori internazionali di Belgio, Romania e Spagna, in particolare per quanto concerneva il rispetto della norma circa l'indicazione precisa della seconda squadra nazionale che vincola permanentemente un giocatore a una data Federazione.
In una seduta a Londra in cui furono trattati tutti i temi, una commissione indipendente nominata da World Rugby decretò il 10 maggio 2018 che:
- il comportamento dell'arbitro Iordăchescu non fu in malafede ma per future evenienze le confederazioni hanno ricevuto la disposizione di evitare di nominare direttori di gara di federazioni direttamente o indirettamente interessate al risultato dell'incontro[13]; non si ritenne quindi necessario ripetere la partita (il cui risultato, per le determinazioni assunte a seguire, divenne peraltro inutile)
- Belgio, Romania e Spagna avevano effettivamente schierato giocatori non idonei per le proprie nazionali, o per violazione delle regole di idoneità o per negligenza nell'interpretazione delle stesse (relativamente al mancato accertamento delle nazionali dei propri Paesi di appartenenza considerate vincolanti per il giocatore)[13] con conseguente penalizzazione di 5 punti per ogni incontro in cui il giocatore non idoneo fu schierato[13]
- risultò che la Spagna aveva schierato 8 volte giocatori non idonei per complessivi 40 punti di penalizzazione; Belgio e Romania 6 volte, per complessivi 30 punti di penalizzazione; siccome tuttavia la classifica del 2017 era stata già stilata ai fini della determinazione delle retrocessioni, le penalizzazioni operarono solo per gli incontri del torneo 2018: 10 punti per il Belgio (2 incontri), 20 per la Spagna (4 incontri) e 25 per la Romania (5 incontri)[13]
- per effetto di tale nuova classifica, il risultato di Belgio — Spagna risultò inutile ai fini della qualificazione mondiale e al secondo posto della classifica salì la Russia con 11 punti, che si qualificò direttamente alla Coppa del Mondo di rugby 2019; al terzo posto la Germania con 0 punti destinata allo spareggio con la vincitrice della seconda divisione europea, il Portogallo e, in caso di vittoria, al ripescaggio euro/oceaniano; Belgio e Spagna finirono al quarto e quinto posto rispettivamente con -6 e -7 punti; la Romania finì ultima dell'edizione 2018 del campionato e quindi obbligata a giocare contro il citato Portogallo lo spareggio per il mantenimento del posto nella prima divisione europea.

Avverso tale decisione le federazioni di Romania e Spagna presentarono appello il 29 maggio successivo.
Tuttavia una settimana più tardi, il 6 giugno, una nuova commissione d'appello indipendente confermò i giudizi espressi in primo grado, quindi la situazione rimase invariata.
Il 10 novembre 2018 lo spareggio, tenutosi a Baia Mare, vide la vittoria della Romania per 36-6 sul Portogallo, lasciando quindi le due squadre ciascuna nella propria divisione di appartenenza per la stagione 2018-19.

## Squadre partecipanti
| Campionato europeo | Trofeo europeo | Conference 1    | Conference 1         | Conference 2    | Conference 2   | Sviluppo   |
| Campionato europeo | Trofeo europeo | Conference Nord | Conference Sud       | Conference Nord | Conference Sud | Sviluppo   |
| ------------------ | -------------- | --------------- | -------------------- | --------------- | -------------- | ---------- |
| Belgio             | Moldavia       | Lettonia        | Andorra              | Danimarca       | Austria        | Bulgaria   |
| Georgia            | Paesi Bassi    | Lituania        | Bosnia ed Erzegovina | Estonia         | Cipro          | Montenegro |
| Germania           | Polonia        | Svezia          | Croazia              | Finlandia       | Serbia         | Turchia    |
| Romania            | Portogallo     | Ucraina         | Israele              | Lussemburgo     | Slovacchia     |            |
| Russia             | Rep. Ceca      | Ungheria        | Malta                | Norvegia        | Slovenia       |            |
| Spagna             | Svizzera       |                 |                      |                 |                |            |

## Campionato europeo

### 1ª giornata
| Arbitro: | Marius Mitrea |

|                                                                                                |    |  |
| Chilachava 9’ Mamukashvili 12’ Zhvania 26’ Tsiklauri 40+1’ Pruidze 55’ Todua 67’ Sichinava 79’ | mt |  |
| Tsiklauri 9’, 12’, 26’, 40+1’, 67’, 79’                                                        | tr |  |

| Arbitro: | Iñigo Atorrasagasti |

| |      |                 |
| Fakaosilea 5’, 60’ Lazar 15’ Tangimana 27’, 35’ Macovei 40’, 69’ Burcea 44’ Kinikinilau 47’, 62’ Dumitru 51’ Coste 73’ Shennan 79’ | mt   |                 |
| Vlaicu 5’, 15’, 35’, 44’, 47’, 51’, 60’, 62’ 73’, 80’ Calafeteanu                                                                  | tr   |                 |
| | c.p. | 18’, 31’ Menzel |

| Arbitro: | Frank Murphy |

|                   |      |                             |
| Gerasimov 10’     | mt   | 25’, 31’ Rouet 69’ Barthere |
| Kušnarëv 10’      | tr   | 32’ Linklater               |
| Kušnarëv 34’, 65’ | c.p. | 40’ Linklater               |

### 2ª giornata
| Arbitro: | Craig Evans |

|  |    | |
|  | mt | 10’, 63’, 77’ Kveseladze 16’ Todua 29’ Chilachava 49’ Peikrishvili 60’ Gachechiladze 70’ Giorgadze 74’ Zhvania 80’ Khmaladze |
|  | tr | 10’, 29’, 49’, 60’, 63’, 70’, 80’ Tsiklauri                                                                                  |

| Arbitro: | Iñigo Atorrasagasti |

|                                                                                       |      |          |
| Babaev 8’ Garbuzov 25’ Gadžiev 40’ Kušnarëv 53’ Galinovskij 66’ Elgin 72’ Fedotko 74’ | mt   | 47’ Hart |
| Kušnarëv 8’, 40’, 66’, 72’, 74’                                                       | tr   | 48’ Hart |
| Kušnarëv 53’                                                                          | c.p. |          |

| Arbitro: | Thomas Charabas |

|                              |      |                 |
| Auzqui 3’ Ascarat 7’         | mt   | 82’ Kinikinilau |
|                              | tr   | 83’ Calafeteanu |
| Linklater 21’, 48’, 65’, 77’ | c.p. | 12’ Vlaicu      |

### 3ª giornata
| Arbitro: | Ian Davies |

|                             |      |              |
| tecnica 54’ Melikidze 80+7’ | mt   | 84’ Tauli    |
| Matiashvi 80+7’             | tr   | 85’ Peluchon |
| Matiashvili 10’, 28’, 40’   | c.p. | 34’ Peluchon |

| Arbitro: | Alexandre Ruiz |

|                                                     |      |                          |
| tecnica 6’ Shennan 49’ Kinikinilau 74’ Capatana 79’ | mt   | 30’ Gerasimov 69’ Gajsin |
|                                                     | tr   | 70’ Gajsin               |
| Calafeteanu 38’                                     | c.p. | 35’ Kušnarëv             |

| Arbitro: | Pierre Brousset |

| |      |                         |
| Wallraf 2’, 79’ Cocqu 8’ tecnica 14’ A. Williams 17’ Jadot 21’ Torfs 26’, 54’ Herenger 31’ Hart 50’ Vervoort 67’ | mt   | 65’ Listmann 76’ Harris |
| A. Williams 8’, 26’, 31’, 50’, 67’, 79’                                                                          | tr   | 77’ Dow                 |
| | c.p. | 6’ Dow                  |

### 4ª giornata
| Arbitro: | Anthony Woodthorpe |

|                       |      |                                                                     |
|                       | mt   | Peikrishvili 25’ Asieshvili 66’ Gachechiladze 72’ Kvirikashvili 76’ |
|                       | tr   | 25’, 66’, 72’ Matiashvili                                           |
| Kušnarëv 3’, 30’, 39’ | c.p. | 48’ Matiashvili                                                     |

| Arbitro: | Sam Grove-White |

|                                                                                          |      |                    |
| tecnica 11’, 43’, 74’ tecnica Umaga 17’ Burcea 23’ Moyake 28’, 51’ Dumitru 54’ Badiu 64’ | mt   | 37’ Cocu 75’ Muric |
| Calafeteanu 23’, 28’ Fercu 51’ Vlaicu 64’                                                | tr   | 76’ Vassart        |
| Calafeteanu 40’                                                                          | c.p. |                    |

| Arbitro: | Marius Mitrea |

| |      |            |
| Barthère 13’ Contardi 17’ tecnica 20’ Bonán 27’, 64’ Álvarez 33’ Gibouin 41’ López Pérez 49’, 68’ Visensang 55’ Ascarat 76’ Linklater 80+4’ | mt   | 60’ Hees   |
| Peluchon 13’, 17’, 33’, 41’, 49’, 55’ Linklater 68’, 80+4’                                                                                  | tr   | 60’ Koch   |
| Peluchon 3’, 7’ | c.p. | 52’ Piosik |

### 5ª giornata
| Arbitro: | Pierre Brousset |

|                                          |      |                      |
| Lomidze 20’ Sichinava 43’ Asieshvili 69’ | mt   | 78’ Radoi            |
| Matiashvili 20’, 43’                     | tr   | 78’ Vlaicu           |
|                                          | c.p. | 11’, 37’, 60’ Vlaicu |

| Arbitro: | Ian Tempest |

|           |      |                                                                                     |
|           | mt   | 10’, 18’ Cnobiladze 26’, 29’, 80’ Rudoj 32’ Krotov 49’ Budyčenko 57’, 75’ Michalcov |
|           | tr   | 10’, 26’, 29’, 32’, 49’, 57’ Kušnarëv                                               |
| Müller 6’ | c.p. |                                                                                     |

| Arbitro: | Vlad Iordăchescu |

|                                   |      |                 |
|                                   | mt   | 70’ López Pérez |
|                                   | tr   | 71’ Peluchon    |
| Hart 20’, 24’, 29’, 37’, 49’, 76’ | c.p. | 76’ Peluchon    |

#### Classifica
| Pos | Squadra  | G | V | N | P | PF  | PS  | DP   | BMP | Pt  |
| --- | -------- | - | - | - | - | --- | --- | ---- | --- | --- |
| 1   | Georgia  | 5 | 5 | 0 | 0 | 188 | 35  | +153 | 4   | 24  |
| 2   | Russia   | 5 | 2 | 0 | 3 | 142 | 84  | +58  | 3   | 11  |
| 3   | Germania | 5 | 0 | 0 | 5 | 34  | 359 | −325 | 0   | 0   |
| 4   | Belgio   | 5 | 2 | 0 | 3 | 106 | 182 | −76  | −9  | −1  |
| 5   | Spagna   | 5 | 3 | 0 | 2 | 146 | 74  | +72  | −19 | −7  |
| 6   | Romania  | 5 | 3 | 0 | 2 | 198 | 80  | +118 | −23 | −11 |

## Trofeo europeo
| Data       | Incontro                 | Risultato | Sede              |
| ---------- | ------------------------ | --------- | ----------------- |
| 28-10-2017 | Rep. Ceca ― Polonia      | 19–14     | Praga             |
| 11-11-2017 | Moldavia ― Paesi Bassi   | 7–59      | Orhei             |
| 18-11-2017 | Polonia ― Moldavia       | 13–0      | Danzica           |
| 18-11-2017 | Svizzera ― Paesi Bassi   | 27–30     | Yverdon-les-Bains |
| 18-11-2017 | Portogallo ― Rep. Ceca   | 45–12     | Oeiras            |
| 25-11-2017 | Moldavia ― Svizzera      | 20–22     | Orhei             |
| 10-2-2018  | Portogallo ― Paesi Bassi | 36–12     | Oeiras            |
| 24-2-2018  | Portogallo ― Svizzera    | 31–17     | Setúbal           |
| 3-3-2018   | Paesi Bassi ― Polonia    | 71–30     | Amsterdam         |
| 10-3-2018  | Moldavia ― Portogallo    | 10–29     | Anenii Noi        |
| 10-3-2018  | Rep. Ceca ― Svizzera     | 17–13     | Praga             |
| 17-3-2018  | Svizzera ― Polonia       | 30–24     | Plan-les-Ouates   |
| 17-3-2018  | Paesi Bassi ― Rep. Ceca  | 27–10     | Amsterdam         |
| 24-3-2018  | Polonia ― Portogallo     | 25–27     | Łódź              |
| 21-4-2018  | Rep. Ceca ― Moldavia     | 35–21     | Praga             |

|               | Classifica  | G | V | N | P | PF  | PS  | P±   | B | PT |
| ------------- | ----------- | - | - | - | - | --- | --- | ---- | - | -- |
|               | Portogallo  | 5 | 5 | 0 | 0 | 168 | 76  | +92  | 2 | 23 |
|               | Paesi Bassi | 5 | 4 | 0 | 1 | 199 | 110 | +89  | 3 | 19 |
|               | Rep. Ceca   | 5 | 3 | 0 | 2 | 93  | 120 | -27  | 0 | 12 |
|               | Svizzera    | 5 | 2 | 0 | 3 | 109 | 122 | -13  | 2 | 10 |
|               | Polonia     | 5 | 1 | 0 | 4 | 106 | 147 | -41  | 3 | 7  |
| Retrocessione | Moldavia    | 5 | 0 | 0 | 5 | 58  | 158 | -100 | 1 | 1  |

## Spareggio campionato europeo / trofeo europeo
| Arbitro: | Ian Tempest |

|                                                                |      |              |
| Dumitru 5’, 8’ Melinte 16’ Fercu 35’ Gorcioaia 44’ Zaharia 60’ | mt   |              |
| Melinte 8’ Plai 44’, 60’                                       | tr   |              |
|                                                                | c.p. | 42’ Guedes   |
|                                                                | drop | 12’ Abecasis |

## Conference 1

### Nord
| Data       | Incontro            | Risultato | Sede       |
| ---------- | ------------------- | --------- | ---------- |
| 14-10-2017 | Svezia ― Ungheria   | 12–10     | Norrköping |
| 21-10-2017 | Ungheria ― Lettonia | 6–12      | Esztergom  |
| 28-10-2017 | Ucraina ― Svezia    | 29–8      | Odessa     |
| 28-10-2017 | Lettonia ― Lituania | 19–33     | Jelgava    |
| 4-11-2017  | Lituania ― Ucraina  | 22–12     | Panevėžys  |
| 21-4-2018  | Ungheria ― Lituania | 25–29     | Esztergom  |
| 28-4-2018  | Lituania ― Svezia   | 43–22     | Telšiai    |
| 28-4-2018  | Ucraina ― Ungheria  | 19–19     | Leopoli    |
| 5-5-2018   | Lettonia ― Ucraina  | 14–32     | Riga       |
| 12-5-2018  | Svezia ― Lettonia   | 50–27     | Enköping   |

|               | Classifica | G | V | N | P | PF  | PS  | P±  | B | PT |
| ------------- | ---------- | - | - | - | - | --- | --- | --- | - | -- |
|               | Lituania   | 4 | 4 | 0 | 0 | 127 | 78  | +49 | 3 | 19 |
|               | Ucraina    | 4 | 2 | 1 | 1 | 92  | 63  | +29 | 2 | 12 |
|               | Svezia     | 4 | 2 | 0 | 2 | 92  | 109 | -17 | 1 | 9  |
|               | Ungheria   | 4 | 0 | 1 | 3 | 60  | 72  | -12 | 3 | 5  |
| Retrocessione | Lettonia   | 4 | 1 | 0 | 3 | 72  | 121 | -49 | 0 | 4  |

### Sud
| Data       | Incontro                       | Risultato | Sede             |
| ---------- | ------------------------------ | --------- | ---------------- |
| 21-10-2017 | Andorra ― Israele              | 22–27     | Andorra la Vella |
| 28-10-2017 | Croazia ― Israele              | 32–17     | Spalato          |
| 28-10-2017 | Bosnia ed Erzegovina ― Malta   | 20–52     | Zenica           |
| 4-11-2017  | Malta ― Croazia                | 56–8      | Paola            |
| 11-11-2017 | Israele ― Bosnia ed Erzegovina | 44–8      | Netanya          |
| 17-3-2018  | Israele ― Malta                | 17–24     | Netanya          |
| 17-3-2018  | Bosnia ed Erzegovina ― Andorra | 20–17     | Zenica           |
| 24-3-2018  | Malta ― Andorra                | 89–3      | Paola            |
| 28-4-2018  | Croazia ― Bosnia ed Erzegovina | 27–6      | Zagabria         |
| 5-5-2018   | Andorra ― Croazia              | 18–18     | Andorra la Vella |

|               | Classifica           | G | V | N | P | PF  | PS  | P±   | B | PT |
| ------------- | -------------------- | - | - | - | - | --- | --- | ---- | - | -- |
|               | Malta                | 4 | 4 | 0 | 0 | 221 | 48  | +173 | 3 | 20 |
|               | Croazia              | 4 | 2 | 1 | 1 | 85  | 97  | -12  | 1 | 11 |
|               | Israele              | 4 | 2 | 0 | 2 | 105 | 86  | +19  | 2 | 10 |
|               | Bosnia ed Erzegovina | 4 | 1 | 0 | 3 | 54  | 140 | -86  | 0 | 4  |
| Retrocessione | Andorra              | 4 | 0 | 1 | 3 | 60  | 154 | -94  | 2 | 4  |

### Finale Conference 1
| Arbitro: | Rémy Charleroi |

| |    |                     |
| Lianzbergas 3’, 10’, 37’, 48’ Jankaitis 15’ Krasauskas 25’ Bagužis 27’, 45’, 73’ Zibolis 34’ K. Marcišauskas 52’ Urbonas 69’ Karbauskas 76’ | mt | 31’ Kirk 58’ Dudman |
| K. Marcišauskas 3’, 15’, 27’, 34’, 37’, 48’ Alasauskis 52’, 76’                                                                             | tr |                     |

## Conference 2

### Nord
| Data       | Incontro                | Risultato | Sede        |
| ---------- | ----------------------- | --------- | ----------- |
| 14-10-2017 | Danimarca ― Lussemburgo | 3–18      | Odense      |
| 14-10-2017 | Finlandia ― Norvegia    | 15–8      | Helsinki    |
| 28-10-2017 | Norvegia ― Danimarca    | 12–24     | Oslo        |
| 11-11-2017 | Lussemburgo ― Estonia   | 64–0      | Lussemburgo |
| 14-4-2018  | Lussemburgo ― Finlandia | 45–5      | Lussemburgo |
| 28-4-2018  | Danimarca ― Estonia     | 127–5     | Odense      |
| 28-4-2018  | Lussemburgo ― Norvegia  | 35–16     | Lussemburgo |
| 12-5-2018  | Finlandia ― Danimarca   | 10–57     | Helsinki    |
| 12-5-2018  | Estonia ― Norvegia      | 16–47     | Tartu       |
| 9-6-2018   | Estonia ― Finlandia     | 10–77     | Tartu       |

|  | Classifica  | G | V | N | P | PF  | PS  | P±   | B | PT |  |
|  | ----------- | - | - | - | - | --- | --- | ---- | - | -- |  |
|  | Lussemburgo | 4 | 4 | 0 | 0 | 162 | 24  | +138 | 2 | 19 |  |
|  | Danimarca   | 4 | 3 | 0 | 1 | 211 | 45  | +166 | 2 | 14 |  |
|  | Finlandia   | 4 | 2 | 0 | 2 | 107 | 120 | -13  | 1 | 9  |  |
|  | Norvegia    | 4 | 1 | 0 | 3 | 83  | 90  | -7   | 2 | 6  |  |
|  | Estonia     | 4 | 0 | 0 | 4 | 31  | 315 | -284 | 0 | 0  |  |

### Sud
| Data       | Incontro              | Risultato | Sede     |
| ---------- | --------------------- | --------- | -------- |
| 21-10-2017 | Austria ― Serbia      | 27–25     | Vienna   |
| 28-10-2017 | Serbia ― Slovenia     | 21–30     | Pančevo  |
| 4-11-2017  | Slovenia ― Slovacchia | 29–15     | Lubiana  |
| 11-11-2017 | Cipro ― Austria       | 42–5      | Pafo     |
| 25-11-2017 | Slovacchia ― Cipro    | 6–38      | Piešťany |
| 24-3-2018  | Austria ― Slovacchia  | 56–0      | Vienna   |
| 24-3-2018  | Cipro ― Slovenia      | 17–5      | Pafo     |
| 7-4-2018   | Slovenia ― Austria    | 18–22     | Lubiana  |
| 21-4-2018  | Slovacchia ― Serbia   | 24–50     | Piešťany |
| 28-4-2018  | Serbia ― Cipro        | 35–17     | Belgrado |

|  | Classifica | G | V | N | P | PF  | PS  | P±   | B | PT |
|  | ---------- | - | - | - | - | --- | --- | ---- | - | -- |
|  | Cipro      | 4 | 3 | 0 | 1 | 114 | 51  | +63  | 2 | 14 |
|  | Austria    | 4 | 3 | 0 | 1 | 110 | 85  | +25  | 1 | 13 |
|  | Serbia     | 4 | 2 | 0 | 2 | 131 | 98  | +33  | 2 | 10 |
|  | Slovenia   | 4 | 2 | 0 | 2 | 82  | 75  | +7   | 1 | 9  |
|  | Slovacchia | 4 | 0 | 0 | 4 | 45  | 173 | -128 | 0 | 0  |

## Sviluppo
| Data      | Incontro              | Risultato | Sede     |
| --------- | --------------------- | --------- | -------- |
| 14-4-2018 | Montenegro ― Bulgaria | 0–57      | Nikšić   |
| 28-4-2018 | Turchia ― Montenegro  | 13–8      | Istanbul |
| 5-5-2018  | Bulgaria ― Turchia    | 39–25     | Sofia    |

|  | Classifica | G | V | N | P | PF | PS | P±  | B | PT |
|  | ---------- | - | - | - | - | -- | -- | --- | - | -- |
|  | Bulgaria   | 2 | 2 | 0 | 0 | 96 | 25 | +71 | 1 | 10 |
|  | Turchia    | 2 | 1 | 0 | 1 | 38 | 47 | -9  | 0 | 4  |
|  | Montenegro | 2 | 0 | 0 | 2 | 8  | 70 | -62 | 1 | 1  |